# Pneumatika (obor)
Pneumatika je technický obor zabývající se přeměnou stlačeného vzduchu na mechanický pohyb. K velkému využití pneumatiky dochází hlavně v lehkém průmyslu, kde tvoří důležitou součást výrobních strojů.

## Součásti pneumatických obvodů
- Kompresor
- Manometr
- Pneumatický ventil
- Pneumatický válec
- Hadice (technika)
- Vývěva
- Ejektor
- Přísavka (technika)